# Škoda Auto
 Ikke at forveksle med Škodaværkerne.
Škoda Auto, a. s. ([ˈʃkɔda]?,  lyt ?) almindeligvis kendt som Škoda er en bilproducent fra Tjekkiet. Škoda blev i år 2000 et 100% ejet datterselskab til Volkswagen Group. Virksomhedens globale salg nåede i 2011 875.000 solgte biler. Mladá Boleslav er hjemsted for Skodas hovedsæde.

## Historie
Škoda-fabrikken blev stiftet af de to tjekkiske cykelsmede Laurin og Klement i 1895. Oprindeligt var Škoda et cykelmærke, men produktionen blev hurtigt ændret til blandt andet biler. Škodaværkerne producerede også betydelige mængder våben i perioden før og under 2. verdenskrig.
Škoda har i alle år været et symbol på design. At Škoda fik et hak i selvtilliden i løbet af den kolde krig skyldtes store satsninger inden for design. Teknikken blev dermed nedprioriteret, hvilket ikke gavnede salget og tilliden til Škodas biler.
I 1991 blev en stor del af aktierne i Škodas bilfabrik solgt til Volkswagen Aktiengesellschaft, og logoet for Škodas biler blev opdateret, for ikke at ligne Volkswagens logo for meget. Siden er hele autodivisionen blevet opkøbt af Volkswagen Aktiengesellschaft.
Škoda Felicia blev Škodas vendepunkt, men først efter introduktionen af Škoda Octavia i 1996 begyndte det for alvor at gå godt for Škoda på de vestlige markeder.
Škoda Octavia blev i 1996 kåret som "Årets Bil i Danmark 1997". I 2000 kom den ansigtsløftede udgave af Octavia, og i 2004 kom den nye Octavia på det danske marked. I 1999 udkom Škoda Fabia, som det følgende år blev kåret som Årets Bil i Danmark. Den nye Fabia blev introduceret i 2007. I slutningen af 2006 blev den lille MPV "Roomster" sendt på markedet i et markant design, og i 2010 kom så SUV'en "Yeti".
Med Škoda Superb fik den tidligere luksusbilproducent Škoda, i 2001 for første gang siden 2. verdenskrig en øvre mellemklassebil, som kunne leveres med V6-motor (2,8 benzin motor eller en 2,5 diesel motor fra Audi). Superb har i forhold til mærkets øvrige modeller ikke været en helt så stor salgssucces i Danmark. Superb har vundet en række priser for design og holdbarhed. I 2008 kom en ny Superb, der fra 2010 også kunne leveres som Combi-model, og i 2011 kom mikrobilen Citigo.

## Modeller
- Aktuelle modeller
- Citigo
(2011)
- Rapid
(2011)
- Fabia
(2007)
- Roomster
(2006)
- Octavia
(2004)
- Superb
(2008)
- Yeti
(2009)

- Tidligere modeller
- Octavia I
(1996-2010)
- Felicia
(1995−2000)
- Favorit/Forman
(1988−1995)
- Rapid
(1984-1990)
- Garde
(1981-1984)
- 105/120/125/130/135/136 (Estelle)
(1976−1990)
- 110 R
(1970-1982)
- 100/110
(1969-1974)
- 1203/1500
(1968-1999)
- 1000 MB/1100 MB/1100 MBX
(1964-1969)
- 450/Felicia]
(1957-1964)
- 440/445/Octavia
(1955-1971)